# David Roberts
David Roberts, född 26 november 1949, är en walesisk fotbollsspelare. Han är född i Southampton i England.
David Roberts spelade för Fulham FC, Oxford United FC, Hull City AFC och Cardiff City. För Oxford United spelade han 161 ligamatcher. Totalt spelade han 17 landskamper för Wales, sex av dem under sin tid i Oxford.